# Resina kauri

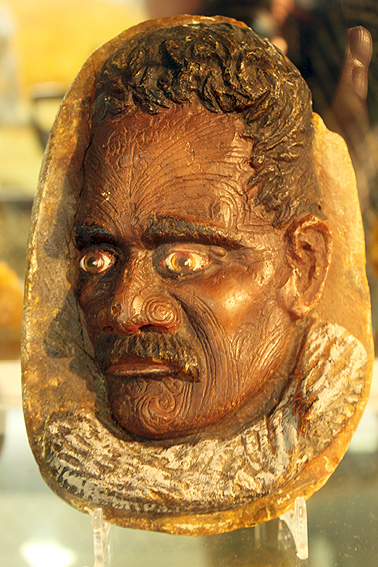
Escultura do século XIX de um en feita em resina kauri. A escultura pertence e é exibida pelo Museu de en, na Nova Zelândia.

A resina kauri ou goma kauri (em inglês: Kauri gum) é a resina das árvores Agathis australis, popularmente conhecidas como kauri. Historicamente, ela teve vários usos industriais importantes e pode ser usada para fazer artesanato, como joias. 
As florestas de kauri já cobriram grande parte da Ilha do Norte da Nova Zelândia, antes que os primeiros colonizadores provocassem o recuo das florestas, fazendo com que várias áreas se transformassem em ervas daninhas, matagais e pântanos. Mesmo depois disso, os antigos campos de kauri e as florestas remanescentes continuaram a fornecer uma fonte para a resina.:4-5 Entre 1820 e 1900, mais de 90% das florestas de kauri foram derrubadas ou queimadas pelos europeus.
A resina kauri se forma quando a resina das árvores kauri vaza por fraturas ou rachaduras na casca, endurecendo com a exposição ao ar. Os caroços geralmente caem no chão e podem ser cobertos com terra e resíduos florestais, acabando por se fossilizar. Outras protuberâncias se formam quando os galhos se bifurcam ou as árvores são danificadas, liberando a resina.:2

## Usos

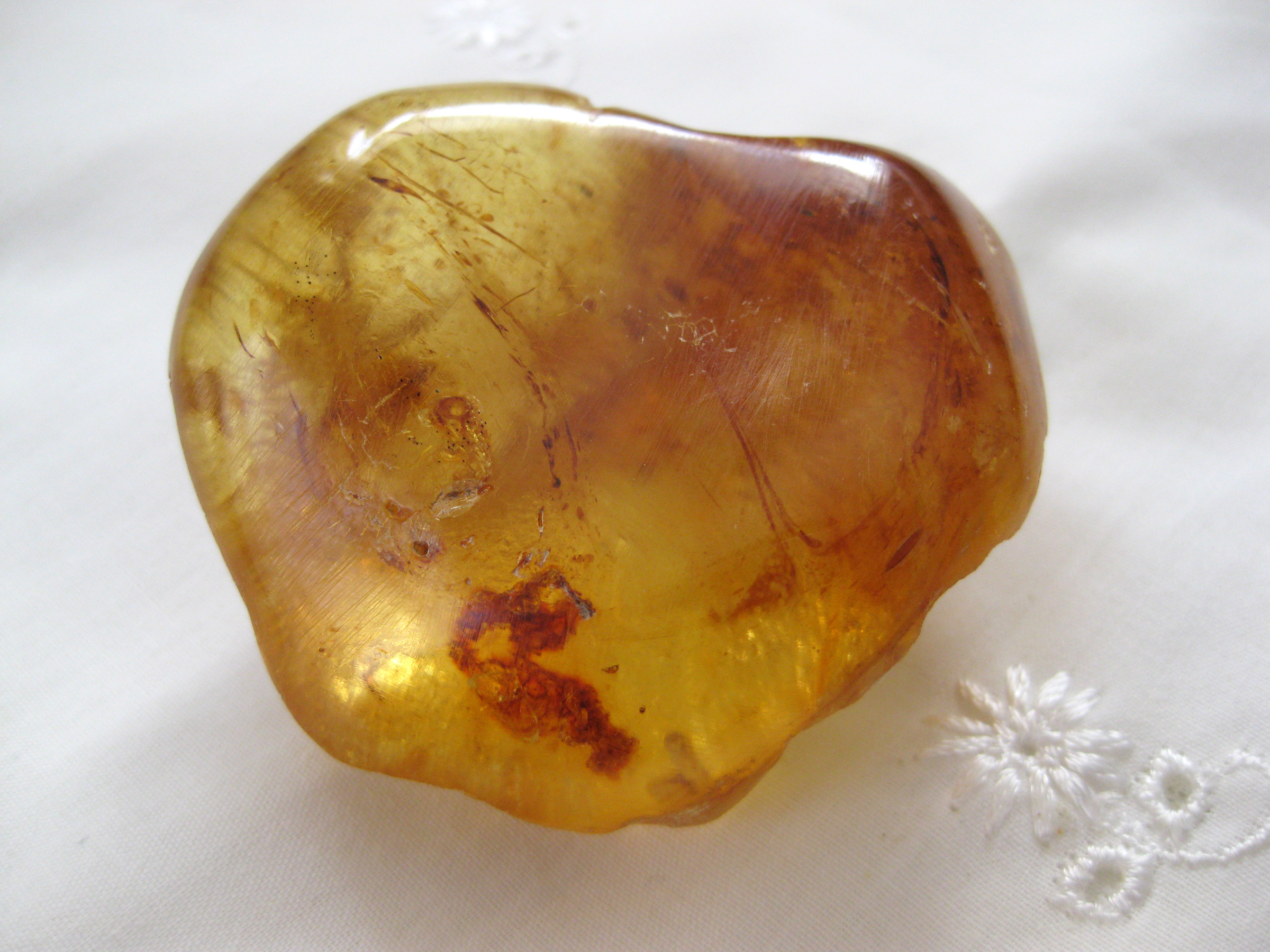
Resina kauri polida

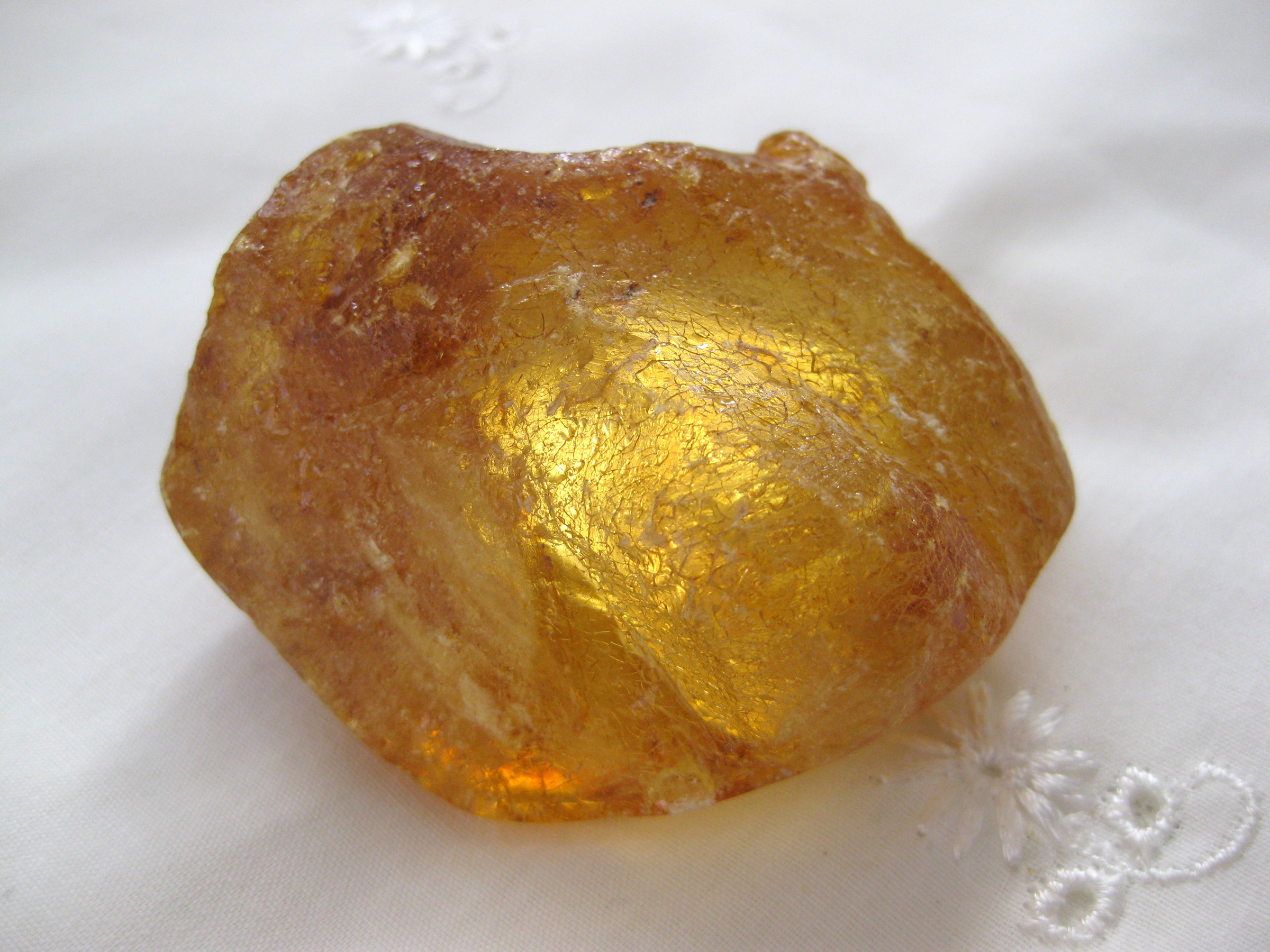
Resina kauri sem polimento

Os maoris tinham muitos usos para a resina, que eles chamavam de kapia. A resina fresca era usada como um tipo de goma de mascar (a resina mais velha era amolecida por imersão e misturada com suco de flores do gênero Sonchus). Altamente inflamável, ela também era usada como atiçador de fogo ou amarrada em linho para servir de tocha. Queimada e misturada com gordura animal, era usada como pigmento escuro para tatuagens moko.:3 A resina kauri também era usada para fazer joias, lembranças e pequenos itens decorativos. Assim como o âmbar, a resina kauri às vezes inclui insetos e material vegetal.
A resina kauri era usada comercialmente em vernizes e pode ser considerada um tipo de copal (o nome dado à resina usada dessa forma). A resina kauri era particularmente útil para esse fim e, a partir de meados da década de 1840, foi exportada para Londres e para os Estados Unidos. Algumas tentativas de exportação haviam começado alguns anos antes, para uso em cola marinha e como incendiário; a goma fazia parte de uma carga de exportação para a Austrália em 1814.:46
Como a resina kauri se misturava mais facilmente com o óleo de linhaça em temperaturas mais baixas, na década de 1890, 70% de todos os vernizes a óleo fabricados na Inglaterra usavam a resina kauri.:45 Ela foi usada de forma limitada em tintas durante o final do século XIX e, a partir de 1910, foi amplamente usada na fabricação de linóleo. A partir da década de 1930, o mercado para a goma caiu com a descoberta de alternativas sintéticas, mas ainda havia nichos de uso para a resina em joias e vernizes especializados de alta qualidade para violinos.:45
A resina kauri foi a principal exportação de Auckland na segunda metade do século XIX, sustentando grande parte do crescimento inicial da cidade. Entre 1850 e 1950, 450.000 toneladas de goma foram exportadas. O pico do mercado de goma foi em 1899, com 11.116 toneladas exportadas naquele ano, com um valor de £ 600.000 (US$ 989.700).:46:21 A exportação média anual foi de mais de 5.000 toneladas, com o preço médio de £ 63 (US$ 103,91) por tonelada.:114

## Aparência
A cor da resina variava de acordo com a condição da árvore original. Também dependia de onde a resina havia se formado e de quanto tempo havia sido enterrada. As cores variavam de branco-giz a marrom-avermelhado e preto. O mais valorizado era o dourado claro, pois era duro e translúcido.:2 O tamanho de cada caroço também variava muito. Os pântanos tendem a produzir pequenas pepitas conhecidas como “lascas”, enquanto as encostas tendem a produzir pedaços maiores. A maioria era do tamanho de bolotas, embora tenham sido encontrados alguns que pesavam alguns quilos. A maior (e mais rara) foi relatada como pesando meio quilo.:20 A resina kauri compartilha algumas características com o âmbar, outra resina fossilizada encontrada no Hemisfério Norte. Enquanto o âmbar pode ter milhões de anos, a datação por carbono sugere que a idade da maior parte da resina kauri é de alguns milhares de anos.

## Campos de produção de resina

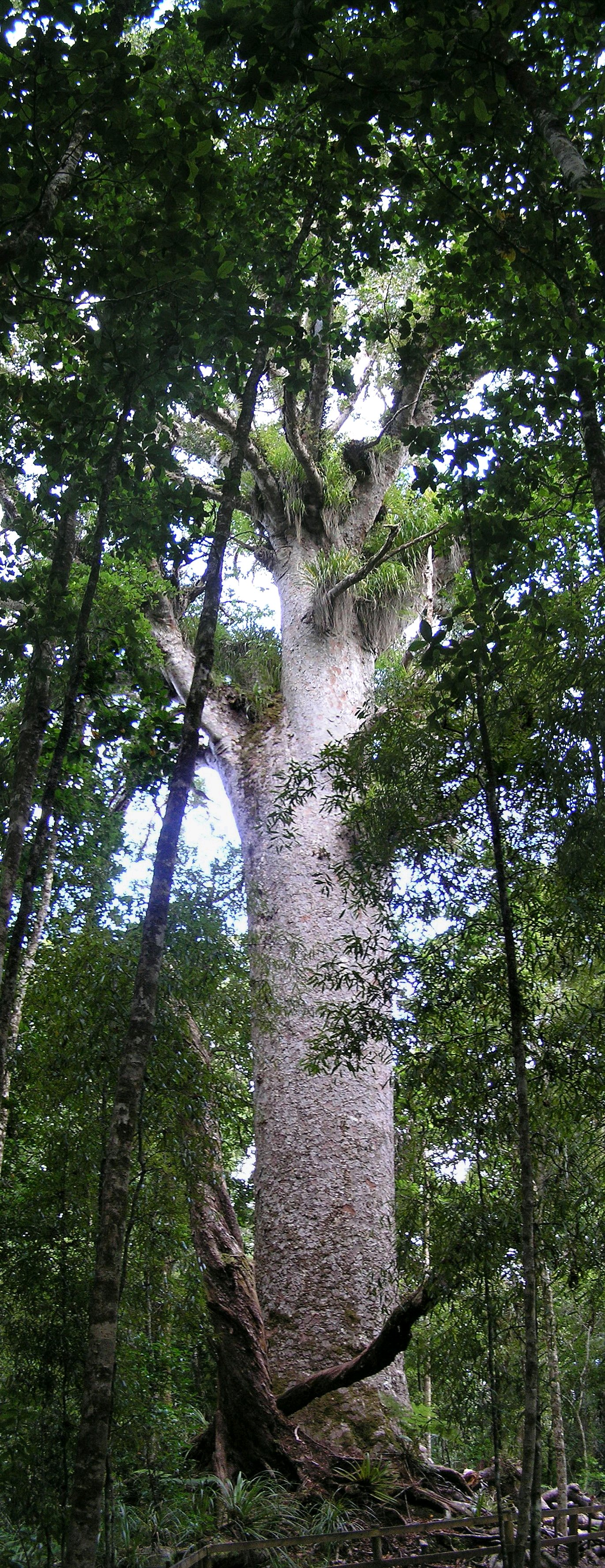
Árvore Kauri na Floresta Waipoua

A maioria dos campos de produção de resina ficava em Northland, Coromandel e Auckland, o local das florestas originais de kauri. Inicialmente, a resina era facilmente acessível, sendo comumente encontrada no chão. O Capitão Cook relatou a presença de pedaços de resina na praia de Mercury Bay, em Coromandel, em 1769, embora suspeitasse que fosse proveniente dos manguezais, e o missionário Samuel Marsden falou sobre sua presença em Northland em 1819.
Em 1850, a maior parte da resina da superfície já havia sido colhida, e a população começou a cavar para extraí-la. As encostas das colinas produziam resina enterrada superficialmente (cerca de 1 m), mas nos pântanos e praias ela era enterrada muito mais profundamente (4 m ou menos).:4-5

## Garimpeiros

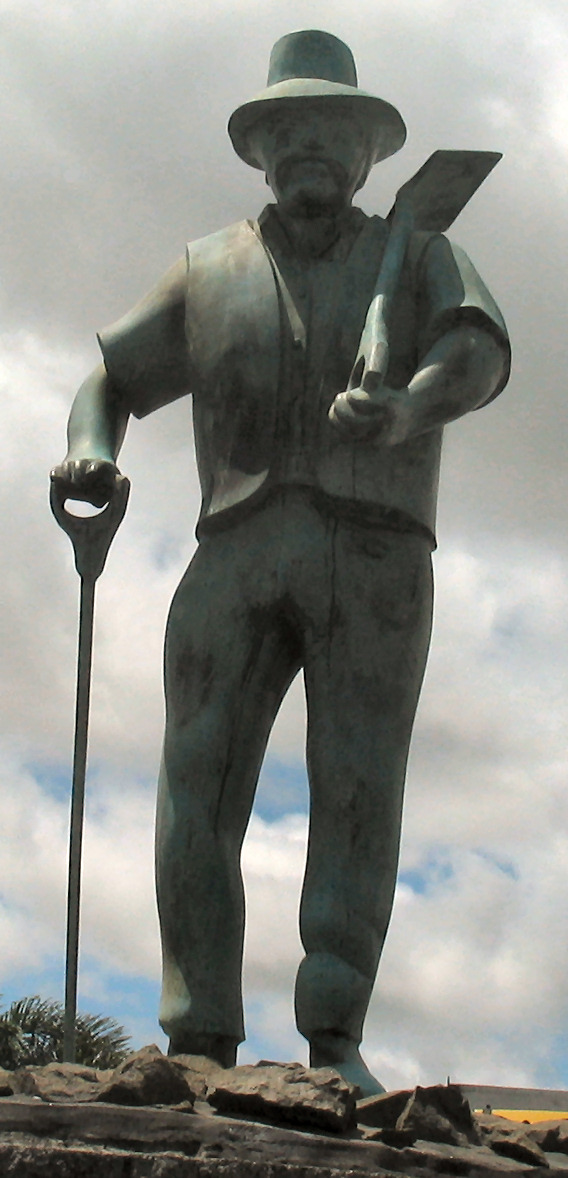
Estátua de garimpeiro em Dargaville

Os garimpeiros (gum diggers) eram homens e mulheres que escavavam a resina kauri nos antigos campos de kauri da Nova Zelândia no final do século XIX e início do século XX. O termo pode ser a origem do apelido “Digger” dado aos soldados neozelandeses na Primeira Guerra Mundial. Em 1898, um garimpeiro descreveu “a vida de um garimpeiro” como “miserável e uma das últimas [ocupações] que um homem aceitaria”.
Os garimpeiros trabalhavam nos antigos campos de kauri, a maioria dos quais estava coberta por pântanos ou arbustos, extraindo a resina kauri. Grande parte da população era transitória, movendo-se de um campo para outro, e vivia em cabanas ou tendas rústicas (que eram chamadas de “whares”, que significa “casa” em maori). O trabalho era extremamente árduo e mal remunerado, mas atraía muitos colonos maoris e europeus, inclusive mulheres e crianças. Havia muitos dálmatas, que vieram trabalhar nos campos de ouro da Ilha do Sul na década de 1860. Eles eram trabalhadores temporários, e não moradores, e grande parte de sua renda era enviada para fora do país, o que resultou em ressentimento da força de trabalho local. Em 1898, foi aprovado o “Kauri Gum Industry Act”, que reservava os campos de resina kauri para os cidadãos britânicos e exigia que todos os outros garimpeiros fossem licenciados. Em 1910, somente os cidadãos britânicos podiam ter licenças de extração de resina.
A extração de resina era a principal fonte de renda para os colonos em Northland, e os fazendeiros frequentemente trabalhavam nos campos nos meses de inverno para subsidiar a baixa renda de suas terras intactas. Na década de 1890, 20.000 pessoas se dedicavam à extração de resina, das quais 7.000 trabalhavam em tempo integral.:47 A extração não se restringia aos colonos ou trabalhadores das áreas rurais; as famílias de Auckland atravessavam o Waitematā Harbour [en] de balsa nos fins de semana para escavar os campos ao redor de Birkenhead, causando danos às vias públicas e fazendas particulares, o que levou o concelho local a gerenciar o problema.:55-56

### Métodos

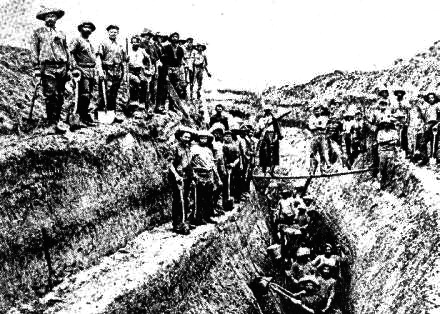
Grupo de garimpeiros em um campo de extração de resina (1908)

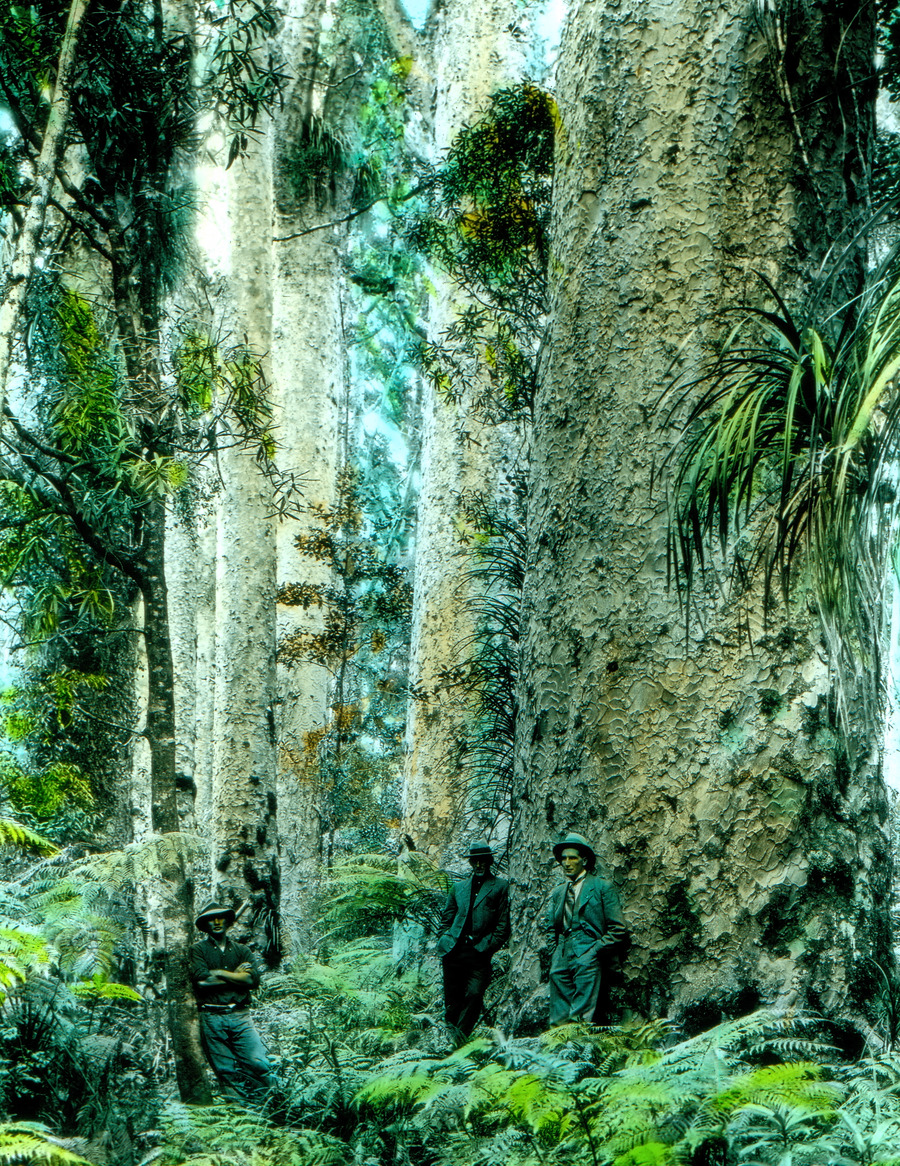
Floresta Kauri do Norte de Auckland. c. 1890 – c. 1910

A maioria da resina era extraída do solo usando varas pontiagudas para buscar a resina e “skeltons”, definidos como pás com lâminas para cortar madeira velha e raízes, além do solo. Depois que a resina era recuperada, ela precisava ser raspada e limpa.
A escavação em pântanos era mais complicada. Uma haste mais longa (até 8 m) era usada com frequência, muitas vezes com uma extremidade em forma de gancho para retirar os pedaços. O mato era muitas vezes limpo primeiro com fogo; alguns se tornavam descontrolados e os incêndios nos pântanos podiam durar semanas.:10-11 Os buracos eram muitas vezes cavados por equipes tanto nas colinas quanto nos pântanos - muitas vezes com até 12 m de profundidade - e alguns pântanos eram drenados para ajudar na escavação da resina.:12-13 Como a resina de campo se tornou escassa, a “bush gum” era obtida cortando propositalmente a casca das árvores kauri e retornando meses depois para recuperar a resina endurecida. Devido aos danos causados às árvores pelo corte, a prática foi proibida nas florestas estaduais em 1905. Era difícil encontrar lascas de resina, pequenos pedaços úteis para a fabricação de linóleo. Em 1910, o processo de lavagem e peneiramento para recuperar os cavacos tornou-se comum. Mais tarde, o processo foi mecanizado.:27

## Comerciantes de resina
Os comerciantes costumavam vender a resina para os compradores locais, que a transportavam para Auckland (geralmente por mar) para ser vendida a comerciantes e exportadores.:19 Havia seis grandes empresas de exportação em Auckland que negociavam com a resina, empregando várias centenas de trabalhadores que classificavam e retiravam a resina para exportação, embalando-a em caixas feitas de madeira kauri.:42-43
Já nas décadas de 1830 e 1840, os comerciantes, incluindo Gilbert Mair e Logan Campbell, compravam resina dos maoris locais por £ 5 (US$ 8,25) a tonelada ou a trocavam por mercadorias.:46 A maior parte da goma era exportada para os Estados Unidos e Londres (de onde era distribuída para toda a Europa), embora quantidades menores fossem enviadas para a Austrália, Hong Kong, Japão e Rússia.:44